# Qazaqstan Kubogy 1992
La Qazaqstan Kubogy 1992 è stata la 1ª edizione della Coppa del Kazakistan. Il torneo è iniziato l'8 maggio 1992 e si è concluso l'8 agosto 1992. 

## Primo turno
| Squadra 1           | Risultato       | Squadra 2         |
| ------------------- | --------------- | ----------------- |
| 8 maggio 1992       |                 |                   |
| Jiger               | 2 - 1           | Metallıst         |
| Qairat              | 1 - 0           | Shahter Qaraǵandy |
| Gornıak-Atlant      | 1 - 2           | Vostok Óskemen    |
| Hımık Qostanay      | 3 - 0           | Ekibastuzes       |
| Jetisý              | 0 - 0 (3-4 dtr) | Kókshetaý         |
| Montajnïk           | 7 - 1           | Spartak Semeı     |
| Metallýrg Jezqazǧan | 1 - 2           | Zenıt Kókshetaý   |
| Fosfor Džambul      | 3 - 0           | Aktaý             |

## Secondo turno
| Squadra 1       | Risultato | Squadra 2           |
| --------------- | --------- | ------------------- |
| 28 maggio 1992  |           |                     |
| CSKA Almaty     | 0 - 3     | Qaisar              |
| Bolat           | 0 - 2     | Gornıak Hromtaý     |
| Jiger           | 2 - 3     | Qairat              |
| Vostok Óskemen  | 3 - 2     | Selınnık Selinograd |
| Aqtıubınes      | 0 - 2     | Traktor Pavlodar    |
| Hımık Qostanay  | -         | Arsenal-SKIF        |
| Kókshetaý       | 2 - 3     | Montajnık           |
| Zenıt Kókshetaý | 0 - 4     | Fosfor Džambul      |

## Quarti di finale
| Squadra 1        | Risultato | Squadra 2       |
| ---------------- | --------- | --------------- |
| 26 giugno 1992   |           |                 |
| Montajnık        | 0 - 3     | Fosfor Džambul  |
| Traktor Pavlodar | 4 - 1     | Hımık Qostanay  |
| 24 luglio 1992   |           |                 |
| Qaisar           | 4 - 3     | Gornıak Hromtaý |
| 29 luglio 1992   |           |                 |
| Qairat           | 4 - 0     | Vostok Óskemen  |

## Semifinali
| Squadra 1      | Risultato       | Squadra 2        |
| -------------- | --------------- | ---------------- |
| 4 agosto 1992  |                 |                  |
| Qaisar         | 2 - 2 (3-4 dtr) | Qairat           |
| Fosfor Džambul | 2 - 0           | Traktor Pavlodar |

## Finale
| Arbitro: | Borisov (Semipalatinsk) |

|                                                         |           |                |
| Naýdovskïý 9’, 36’ Klïmov 59’ Volgïn 68’ Abïlʹdayev 77’ | Marcatori | 88’ Lïtvïnenko |